# Yoritsune Matsudaira
Yoritsune Matsudaira (Japans: 松平 頼則, Matsudaira Yoritsune) (Koishikawa, 5 mei 1907 – Tokio, 30 oktober 2001) was een Japans componist en pianist. Hij is de oudste zoon van de vroegere burggraaf (Shishaku) Yorinari Matsudaira en de kleinzoon van de vorst (Daimyō) Yorifumi Matsudaira.

## Levensloop
Matsudaira studeerde romanistiek aan de Keiō-Universiteit in Tokio. Later studeerde hij privé compositie bij Kosuke Komatsu en piano bij Emile Gil-Marchex. Als pianist debuteerde hij in 1931. Hij ontwikkelde zich tot een van de belangrijkste Japanse componisten van de 20e eeuw. Hij werd vertrouwd met de muziek van Johann Sebastian Bach, Claude Debussy en Igor Stravinsky en de andere componisten van het Neoclassicisme. In 1935 won hij met zijn orkestwerk Pastorale een internationale compositieprijs. Eerst toen begon hij zich voor de traditionele hofmuziek van zijn bakermat, de gagaku te interesseren. Gedurende de Tweede Wereldoorlog verdiepte hij zich ook theoretisch in de dodecafonie en de atonaliteit, om eindelijk in het midden van de 20e eeuw  zijn eigen richtinggevende stijl te vinden.
Naast Yasuji Kiyose, Fumio Hayasaka en Akira Ifukube was hij in 1946 medeinitiatiefnemer voor de oprichting van de Shinkō Sakkyokuka Renmei (新興作曲家連盟, vrij vertaald: Unie van componisten met nieuwe uitrichting).
Vooral in Europa hadden zijn werken succes, ook omdat bekende dirigenten zijn werken aanvaardden. Zo werd zijn Thème et variations in 1952 onder leiding van Herbert von Karajan in Wenen uitgevoerd en Pierre Boulez bracht zijn Figures sonores in Parijs ten gehore. Tijdens het festival van de International Society for Contemporary Music (ISCM) in 1954 werd zijn werk Metamorphoses d'apres Saibara met een 1e prijs Suvini Zerboni Prijs bekroond en in 1962 ontving hij tijdens het internationale compositieconcours te Rome voor zijn Bugaku eveneens een 1e prijs.
Dissonante klankaccumulatietechnieken, modi vanuit de gagaku-muziek en seriële procedures gingen in zijn fraaie ensemble- en orkestwerken spoedig een symbiotische verbinding in (Figures sonores (1956); U-Mai (linksdans) (1957); Sa-Mai (rechtsdans) (1958); Suite di danze nelle stile dell'antico "Bugaku" giapponese, voor drie orkesten (1958)). Lange tijd tevoren in Japan de muziek van John Cage bekend werd, werkte Matsudeira met variabele, open formaten en vrij-aleatorische mogelijkheden. Vele van zijn technieken zijn ingeworteld in traditionele Japanse wijzen om muziek te maken (Bugaku, voor kamerorkest (1962); Danza rituale e finale (1963)). In de loop van de laatste decennia is de muziek van Matsudeira structureel vrijer geworden. Hij gebruikt soms meerdere malen ook traditionele Japanse instrumenten (Concert, voor gagaku-ensemble (1975); Concert nr. 2 voor piano en orkest (1979-1980); 3 aria's uit de opera "Genji-Monogatari",voor sopraan, shō, fluit en koto (1990); Kyrie, voor solisten, gemengd koor en orkest (1991)).
Als componist schreef hij werken voor verschillende genres (Muziektheaterwerken, symfonische en vocale muziek) waarbij hij gedeeltelijk voor Europese, maar anderzijds ook voor traditionele Japanse instrumenten orkestreerde en instrumenteerde.
Vanaf 1953 was hij secretaris, van 1956 tot 1960 voorzitter van de Japanse sectie van de International Society for Contemporary Music (ISCM). In 1972 werd hij onderscheiden met de eremedaille met het paarse lint (紫綬褒章) en in 1996 werd hij tot Bunka Kōrōsha, tot persoon met bijzonder culturele verdiensten, benoemd.
Ook zijn zoon Yoriaki Matsudaira werd als componist bekend.

## Composities

### Werken voor orkest
- 1935 Pastorale
- 1939 Theme and Variations on a Southern Folksong
- 1951 Tema e variazioni sul tema di Etenraku, voor piano en orkest
  1. Theme: Molto lento - Adagio
  2. Variation I: Andante
  3. Variation II: Allegro
  4. Variation III: Allegro
  5. Variation IV: Lento - Agitato - Lento
  6. Variation V: Allegro
  7. Variation VI: Allegro - (Toccata meccanica): Lento
- 1956 Figures sonores
- 1957 U-mai (linksdans), Danza antica nello stile della Corte Giapponese[3]
  1. Jo (Piccolo preludio)
  2. Ha (Movimento principale)
  3. Kyu (Finale)
- 1958 Sa-mai (rechtsdans)[4][5]
  1. Introduzione
  2. Preludio
  3. Interludio
  4. Movimento principale
  5. Finale
- 1958 Suite di danze nelle stile dell'antico "Bugaku" giapponese, voor drie orkesten
- 1959 Danza Rituale e Finale (Enbou)
- 1959 Danza Rituale e Finale (Chogeishi)
- 1961 Sinfonietta
- 1962 Bugaku, voor kamerorkest
- 1962 Tre movimenti, voor piano en orkest
- 1963 Danza rituale e finale
- 1964 Concert, voor piano en orkest
- 1964 Kamerconcert, voor klavecimbel, harp en instrumenten
- 1965-1966 Prelude
- 1966 Dialogo coreografico
- 1971 Mouvements circulatoires
- 1977 Portrait C, voor kamerorkest
- 1979-1980 Concert nr. 2, voor piano en orkest
- 1988 Concertino, voor piano en 16 instrumenten
- 2001 Concert nr. 3, voor piano en orkest

### Werken voor harmonieorkest
- Japanse Dansen
- Mongolische mars

### Muziektheater

#### Opera's
| Voltooid in | titel                                                      | aktes | première       | libretto |
| ----------- | ---------------------------------------------------------- | ----- | -------------- | -------- |
| 1990-1993   | Genji-Monogatari (源氏物語) - Het sprookje van prins Genji |       | 1995, Salzburg |          |
| 1998        | Uji-jujo (宇治十帖) - De tien hoofdstukken van Uji         |       |                |          |

### Vocale muziek

#### Werken voor koor
- 1969 Lucky day-recitation, voor vrouwenkoor en orkest
- 1974 Ode aan de zon, voor vrouwenkoor en orgel
- 1991 Kyrie, voor solisten, gemengd koor en orkest

#### Liederen
- 1928-1930 Chansons populaires de Nanbu I
- 1938 Chansons populaires de Nanbu II
- 1953 The Saibara Metamorphosis, voor sopraan en orkest
- 1954 Koromogae, voor zangstem en instrumenten
- 1959 Katsura, voor zangstem, dwarsfluit, klavecimbel, harp, gitaar en slagwerk
- 1966 Roei jisei, voor zangstem en instrumenten
- 1990 3 aria's uit de opera "Genji-Monogatari", voor sopraan, shō, fluit en koto
- 1992 3 aria's (nr. 2) uit de opera "Genji-Monogatari"
- 1996 Ka-ryo-bin, voor sopraan en orkest

### Kamermuziek
- 1940 Sonatine, voor dwarsfluit en piano
- 1940 Sonatine, voor dwarsfluit en klarinet
- 1942 Sonate, voor cello en piano
- 1948 Sonate, voor viool en piano
- 1948 Trio, voor viool, cello en piano
- 1949 Strijkkwartet nr. 1
- 1951 Strijkkwartet nr. 2
- 1961 Somaksah, voor dwarsfluit (solo)[6]
- 1962 Serenata, voor dwarsfluit en instrumenten
- 1969 Portrait B, voor twee piano's en twee slagwerkers
- 1970 Somaksah, voor harp en piano
- 1970 Somaksah, voor hobo
- 1978 6 diapason, voor piano en harp
- 1983 Rapsodia, voor 10 instrumenten

### Werken voor piano
- 1928-1930 Souvenirs d'enfance
- 1934 Prélude en ré
- 1939-1945 Six danses rustiques
- 1940 Prélude en sol
- 1948 Sonatine
- 1949 Sonate
- 1968 Portrait, voor twee piano's
- 1968-1969 Dodici pezzi facile (Twaalf lichte stukken)
- 1969 Pièces de piano pour les enfants par les chansons des enfants et populaires
- 1970 Pièces de piano pour les enfants par les chansons de enfants
- 1970 Etudes pour piano d'apres modes japonais
- 1970 Le beau Japon
- 1975 6 Préludes pour piano en forme de thème et variations
- 1983 Tema e variazioni sul tema di Etenraku, voor 2 piano's
- 1987 mi Hyojo - Trois improvisations sur le mode de Ritsu
- Netori-Mode Banshiki
- Toccata Cromatico

### Werken voor gitaar
- 1986 Undulations
- Sonatine

### Werken voor slagwerk
- 1970 Somaksah, voor slagwerk

### Werken voor traditionele Japanse instrumenten
- 1975 Concert, voor gagaku-ensemble